# Fara (isole Orcadi)
Fara, (in Norreno Færey, ovvero isola delle pecore), è un'isola disabitata nell'arcipelago delle Orcadi, in Scozia. È situata nella Scapa Flow, fra le isole di Flotta e di Hoy. Gli ultimi abitanti hanno lasciato l'isola negli anni sessanta.